# Розсховець (селище роз'їзду, Курська область)
Розсховець (рос. Расховец) — селище роз'їзду в Совєтському районі Курської області Російської Федерації.
Населення становить 14 осіб. Входить до складу муніципального утворення Ленінська сільрада.

## Історія
Населений пункт розташований на території українського етнічного та культурного краю Східна Слобожанщина.
Від 2004 року входить до складу муніципального утворення Ленінська сільрада.

## Населення
1. Н/Д[2]